# Brudna robota (serial telewizyjny 2008)
Brudna robota (ang. The Fixer) – serial telewizyjny brytyjskiej sieci telewizyjnej ITV1 emitowany w latach 2008–2009.
Serial został wydany na DVD w Wielkiej Brytanii; pierwsza seria 21 kwietnia 2008 natomiast druga 12 października 2009 roku.

## Opis fabuły
John Mercer (Andrew Buchan) to były komandos, który odsiaduje podwójne dożywocie za zabójstwo własnej ciotki i wujka. John zostaje jednak wypuszczony z więzienia nieoczekiwanie wcześnie i poznaje Lenny'ego Jamesona - Douglasa (Peter Mullan), byłego policjanta. Jameson prowadzi nieoficjalną operację, która polega na usuwaniu ze świata nietykalnych przestępców. Mercer ma być płatnym zabójcą. 

## Obsada
- Andrew Buchan jako John Mercer
- Peter Mullan jako Lenny Douglas
- Tamzin Outhwaite jako Rose Chamberlain
- Jody Latham jako Calum McKenzie
- Elisa Terren jako Manuela
- Liz White jako Jess Mercer (seria 1)
- Elliot Cowan jako Matt Symmonds (seria 2)